# Daniel Aichinger
Daniel Aichinger (* 25. Oktober 1974 in Bielefeld) ist ein deutscher Schauspieler.

## Leben
Nach dem Abitur in Bielefeld absolvierte er von 1994 bis 1995 sein Schauspielstudium am Max-Reinhardt-Seminar in Wien. Er begann seine Karriere auf Bühnen in Stendal, Oberhausen, Würzburg und Dresden. Seit 2001 ist er vorwiegend Fernsehschauspieler. In der RTL-Soap Alles was zählt spielte er von 2006 bis 2012 die Rolle des Dr. Axel Schwarz. 2012 beendete Aichinger seine Mitwirkung bei der Serie Alles was zählt, kehrte jedoch im Januar und Februar 2014 für einen Gastauftritt wieder zurück. Im August 2017 war Aichinger in der ARD-Serie Lindenstraße zu sehen, wo er einen schwulen rechten Politiker und Bundestagskandidaten spielte, der verheiratet ist.
Aichinger ist seit 2009 Botschafter des Deutschen Kinderhilfswerkes. In dieser Funktion betreut er u. a. dessen Kinder- und Jugendbeirat und gibt Medienworkshops für Kinder. Darüber hinaus stellt er sich zum Wohle von Kindern sportlichen Herausforderungen, indem er diese als Anlass nimmt, Spenden zu sammeln und auf die Bedürfnisse von Kindern aufmerksam zu machen. So lief er mehrmals die Halbmarathonstrecke und im September 2011 absolvierte er seinen ersten Triathlon über die Sprintdistanz, nachdem er zu Beginn des Jahres noch Nichtschwimmer war.
Am 29. November 2022 wurde sein Comeback bei Alles was zählt bekannt gegeben.

## Filmografie
- 2001: Klinikum Berlin Mitte – Leben in Bereitschaft
- 2001: Edel & Starck
- 2001: Unser Charly
- 2002: Flusspferde küsst man doch
- 2002: Kommissar Rex – Blond, hübsch, tot
- 2002: Novaks Ultimatum
- 2002: Liebe unter Verdacht
- 2003: Spur & Partner
- 2003: Wolffs Revier
- 2003: Wilsberg – Letzter Ausweg Mord
- 2004: Hit or Stand
- 2005: Limited Games
- 2005: Verfreundet
- 2006–2012; 2014, seit 2022: Alles was zählt
- 2006: Hochzeit um jeden Preis
- 2009: Alarm für Cobra 11 – Die Autobahnpolizei – Die Braut
- 2011: Countdown – Die Jagd beginnt – Wo die Liebe hinfällt
- 2012: SOKO Leipzig – Getrieben
- 2012: Der Kriminalist – Vergeltung
- 2012: Mantrailer – Spuren des Verbrechens
- 2012: Akte Ex – Plötzlich Prinzessin
- 2013: Dora Heldt: Herzlichen Glückwunsch, Sie haben gewonnen!
- 2013: Alles Klara – Der perfekte Mord
- 2013: SOKO Wismar – Als er fort ging
- 2014: Der Knastarzt Ausbruch
- 2014: Wir tun es für Geld
- 2014: Der Mann ohne Schatten
- 2015, 2021: SOKO Köln (Fernsehserie, 2 Folgen)
- 2015: Katie Fforde: Vergissmeinnicht
- 2015: Notruf Hafenkante – Kampf um Lucie
- 2015: Männer! – Alles auf Anfang (Fernsehserie, 3 Folgen)
- 2016: Katie Fforde: Das Schweigen der Männer[3]
- 2016: Siebenstein – Ein Bruder für Rudi
- 2016: SOKO Wismar – SchwarzesGold
- 2016: Der Bergdoktor – Die Letzte Reise
- 2016: Dating Alarm
- 2017: Lindenstraße
- 2017: Jenny – Rasende Wut
- 2017: Heldt – Dat Zimmer nach'm Hof
- 2017: Rosamunde Pilcher – Wie von einem anderen Stern
- 2017: Die Lobbyistin
- 2017: Jenny – echt gerecht (außer Kontrolle – Samuel Köhler [EHR])[4]
- 2018: Professor T. – Das verlorene Kind
- 2018: Meine Mutter ist unmöglich
- 2019: SOKO Stuttgart – Böser Wolf
- 2019: SOKO Potsdam – Ermittlungen im Dreivierteltakt
- 2020: Die Kanzlei – Ein seltsames Paar (Episode 44)
- 2021: Das Traumschiff – Seychellen
- 2021: SOKO Hamburg: Engel in Weiß
- 2021: Die Heiland – Wir sind Anwalt: Tod im Schilf
- 2022: Wilsberg: Gene lügen nicht
- 2022: In aller Freundschaft: Wahrheit… oder nicht?
- 2023: Hotel Mondial (Fernsehserie)